# 瑪德琳·李·潘恩·鄧納姆
瑪德琳·李·潘恩·鄧納姆（英語：Madelyn Lee Payne Dunham，1922年10月26日—2008年11月2日）是美國總統貝拉克·奧巴馬的外祖母。

## 生平
瑪德琳出生於堪薩斯州珀魯（Peru），1940年高中毕业前夕，于5月5日与史丹利·艾莫爾·達勒姆结婚。二戰期間曾參與美軍的生產線，投入B-29轟炸機的組裝工作。1942年11月29日在堪萨斯州威奇托生下了唯一的孩子，安，即奥巴马的母亲。
二战后，斯坦利与瑪德琳都是全职工作。先后迁居加州伯克利、俄克拉何马州庞卡城、得州Vernon、堪萨斯州El Dorado、华盛顿州西雅图、华盛顿州默瑟岛。斯坦利做家具店推销员；瑪德琳做餐馆服务员，在默瑟岛高中取得毕业证，并在西雅图一家本地银行成为副总裁。瑪德琳在华盛顿大学就读过，但未取得任何学历。
斯坦利与瑪德琳移居夏威夷的火奴鲁鲁，斯坦利仍在当地家具店工作，瑪德琳于1960年入职夏威夷银行（美国商业银行前20名，夏威夷州最大银行），于1970年升任夏威夷銀行的副總裁。1971年，10岁的奧巴馬从印尼移居夏威夷，与外祖父母一起生活，入读当地最好的私立学校五年级。
瑪德琳·李·潘恩·鄧納姆的名字著名於奧巴馬的競選演詞中，鄧納姆年輕時候，在石油公司當文員，在堪薩斯州教導奧做人的價值觀，包括要負責任和保持自信、愛國、勤力工作、不要常為自己尋找藉口、待別人要好、待人如待己。

## 外部參考
- 為探祖母，奧巴馬暫停兩日拉票 （页面存档备份，存于）

1. ↑  Powell, Kimberly. . About.com.   [March 19, 2008]. （原始内容存档于2017-01-28）.